# 한국형 달 착륙선
한국형 달 착륙선은 대한민국이 현재 개발 중인 달 착륙선으로, 2032년 발사 예정이다.

## 계획
달 착륙선은 대한민국의 달탐사 계획의 2단계 사업으로, 2022년 발사된 달 궤도선 다누리에 이어 2032년 발사를 목표로 개발 중에 있다. 달 탐사 2단계 사업의 목표는 이를 위해 1.8t급의 달 연착륙 검증선과 달 착륙선을 독자 개발하고, 달 표면 연착륙 실험과 과학기술임무 수행을 통해 독자적인 우주탐사 능력을 확보하는 것이다. 총 사업비 5,303억 원의 이 사업은 2033년 말까지 추진될 예정이다.
임무 기간은 약 14일로 예정되었다. 달 착륙 임무에 필요한 탑재체는 과학기술 수요에 기반한 기획연구를 통해 선정되며, 착륙지와 함께 결정될 예정이다.

## 개발
2024년 10월 30일, 우주항공청은 한국항공우주연구원과 달 탐사 2단계(달 착륙선 개발) 사업에 대한 협약을 체결하고 사업을 본격 추진하겠다고 밝혔다. 주요 내용은 2032년 달 착륙을 목표로 달에 보낼 착륙선을 독자 개발하기 위하여 10년간 약 5,300억 원을 투입하는 것이다.
우주청은 2028년까지 달 착륙선 설계를 끝내고, 2031년에 달 연착륙 검증선 발사, 2032년 달 착륙선 발사를 목표로 두고 있다.